# 田納西州第二國會選區
田納西州第二國會選區是美国田納西州的國會選區之一，當前眾議員為共和黨籍的提姆·伯切特，2019年上任至今。